# Moteur à oxyde nitreux

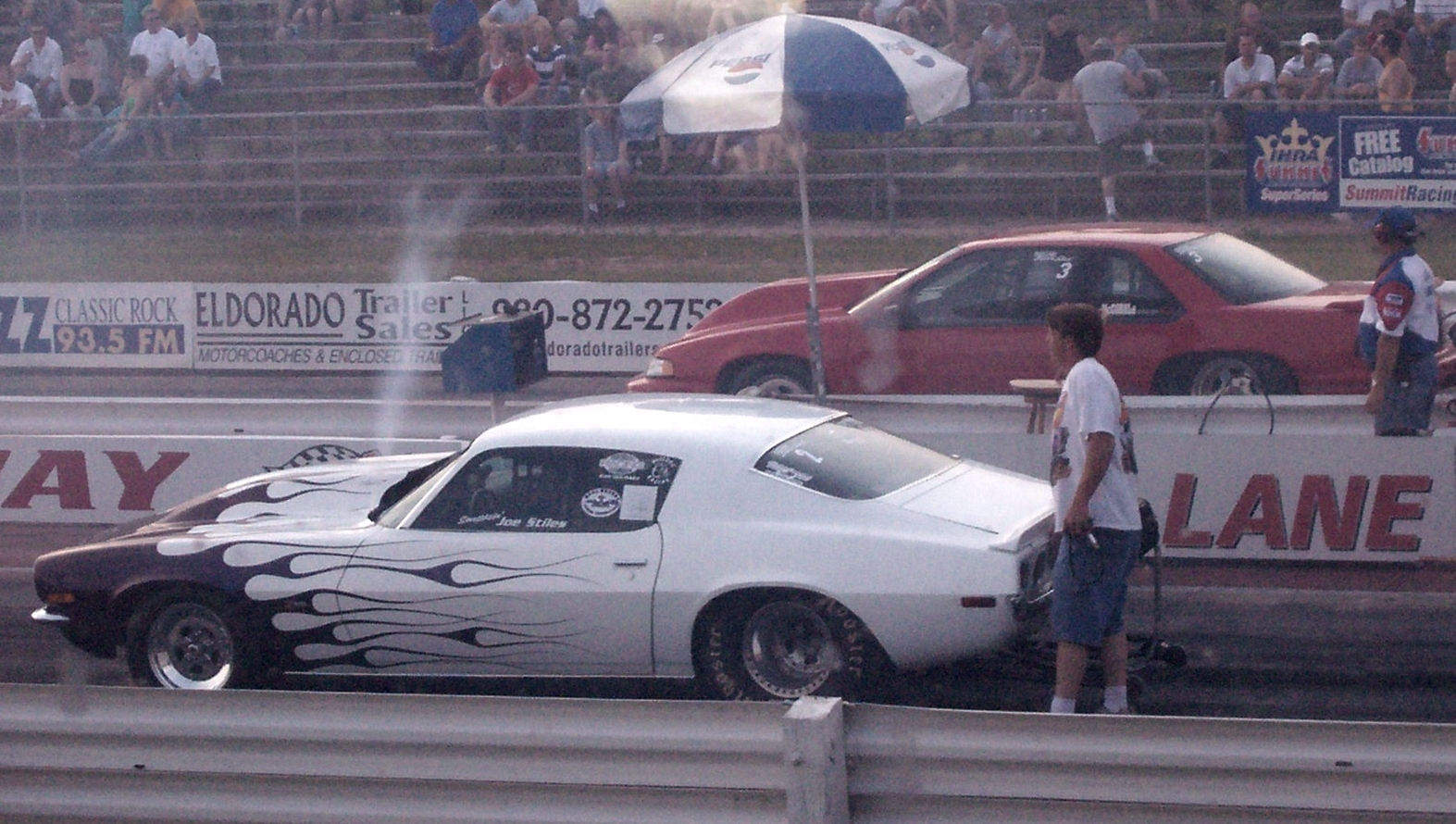
Un véhicule performant utilisant un système de purge à l'oxyde nitreux

Un moteur à oxyde nitreux est un moteur à combustion interne dans lequel l'oxygène utilisé pour brûler le carburant provient de la décomposition de l'oxyde nitreux, N2O, plutôt que de l'air. Le système augmente la puissance de sortie du moteur en permettant au carburant d'être brûlé à un taux supérieur à la normale, en raison de la pression partielle plus élevée d'oxygène injecté avec le mélange de carburant. L'oxyde nitreux n'est pas inflammable à température ambiante ou lorsqu'il n'est pas soumis à une pression importante. Les systèmes d'injection de nitreux peuvent être "secs", où l'oxyde nitreux est injecté séparément du carburant, ou "humides" dans lesquels du carburant supplémentaire est transporté dans le moteur avec le nitreux. Les systèmes d'oxyde nitreux peuvent ne pas être autorisés pour une utilisation dans la rue ou sur la route, selon les réglementations locales. L'utilisation d'oxyde nitreux est autorisée dans certaines catégories de courses automobiles. Le fonctionnement fiable d'un moteur à injection nitreuse nécessite une attention particulière à la résistance des composants du moteur et à la précision des systèmes de mélange, sinon des détonations destructrices ou un dépassement des maximums des composants conçus peuvent se produire. Des systèmes d'injection d'oxyde nitreux ont été appliqués dès la Seconde Guerre mondiale pour certains moteurs d'avion.

## Légalité sur la voie publique
Les systèmes d'injection d'oxyde nitreux pour les automobiles sont illégaux pour un usage routier dans certains pays. Par exemple, en Nouvelle-Galles du Sud, en Australie, le Code de bonnes pratiques pour les modifications des véhicules légers de la Roads & Traffic Authority (en) (en usage depuis 1994) stipule dans la clause 3.1.5.7.3 que l'utilisation ou l'installation de systèmes d'injection de protoxyde d'azote n'est pas autorisée.
En Grande-Bretagne, il n'y a pas de restrictions sur l'utilisation de N2O, mais la modification doit être déclarée à la compagnie d'assurance, ce qui risque d'entraîner une majoration de l'assurance automobile ou un refus d'assurance.
En Allemagne, malgré ses règles strictes du TÜV, un système nitreux pourrait être installé et utilisé légalement dans une voiture de rue. Les exigences relatives à la norme technique du système sont similaires à celles des conversions de gaz naturel du marché secondaire.

## Histoire
Une technique de base similaire a été utilisée pendant la Seconde Guerre mondiale par les avions de la Luftwaffe avec le système GM-1 pour maintenir la puissance de sortie des moteurs d'avion à haute altitude où la densité de l'air est plus faible. En conséquence, il n'était utilisé que par des avions spécialisés comme des avions de reconnaissance à haute altitude, des bombardiers à grande vitesse et des intercepteurs à haute altitude. Il était parfois utilisé avec la forme d' injection de méthanol et d'eau de la Luftwaffe, désignée MW 50 (toutes deux désignées comme des mesures de stimulation de puissance à court terme de Notleistung ), pour produire des augmentations substantielles des performances des avions de chasse sur de courtes périodes, comme pour leur utilisation combinée sur les prototypes de chasseurs Focke-Wulf Ta 152 H. 
L'utilisation de systèmes d'injecteurs d'oxyde nitreux par la Seconde Guerre mondiale britannique était des modifications des moteurs Merlin effectuées par la Heston Aircraft Company pour être utilisées dans certaines variantes de chasseurs de nuit des versions de Havilland Mosquito et PR du Supermarine Spitfire.